# Ramania javaica
Ramania javaica är en insektsart som beskrevs av Irena Dworakowska 1972. Ramania javaica ingår i släktet Ramania och familjen dvärgstritar. Inga underarter finns listade i Catalogue of Life.